# Борисав Бурмаз
Борисав Бурмаз (серб. Борисав Бурмаз, нар. 21 квітня 2001, Валєво, Сербія) — сербський футболіст, нападник румунського «Рапіда» (Бухарест).

## Ігрова кар'єра

### Клубна
Борисав Бурмаз є вихованцем футбольної академії столичного клубу «Црвена Звезда», де він грав у молодіжних командах. На дорослому рівні Брисав за клуб виступав лище у матчах Кубка Сербії. Сезон 2020/21 Бурмаз провів в оренді у клубі Другого дивізіону — у столичному «Графичар».
У липні 2021 року Бурмаз перейшов до стану клубу Суперліги «Раднички 1923». Але вже в січні 2022 року футболіст повернувся до «Графичара», де відзначився високою результативністю в матчах Другого дивізіону. Влітку 2022 року Бурмаз як вільний агент перейшов до клубу «Вождовац».
У ході сезону 2023/24 в зимову перерву Бурмаз, забивши десять голів у чемпіонаті, був на той момент найкращим бомбардиром турніру. Але вже в грудні 2023 року футболіст підписав контракт з румунським «Рапідом» з Бухареста. 19 січня 2024 року нападник дебютував у чемпіонаті Румунії і вже в стартовому матчі відзначився переможним голом у доданий час.

### Збірна
З 2017 року Борисав Бурмаз виступав за юнацькі збірні Сербії.